# Losaria coon
Losaria coon is een vlinder uit de familie van de pages (Papilionidae).

## Kenmerken
Opvallend zijn de lange, smalle voorvleugels, in het bijzonder bij het mannetje. De bijzonder gevormde staarten aan de achtervleugels breken gemakkelijk af. Het achterste gedeelte van het achterlichaam is felgeel. De spanwijdte is ongeveer 11 tot 12 cm.

## Verspreiding en leefgebied
Deze vlinder komt voor in noordelijk India, Birma, Thailand, Laos, Vietnam, Kampuchea, zuidelijk China, Maleisië en Indonesië.

## Waardplanten
De waardplant van de rups is Apama tomentosa uit de pijpbloemfamilie (Aristolochiaceae).

## Ondersoorten
De soort telt acht ondersoorten.
- Losaria coon coon
- Losaria coon doubledayi Wallace, 1865
- Losaria coon cacharensis (Butler, 1885)
- Losaria coon sambilanga (Doherty, 1886)
- Losaria coon delianus (Fruhstorfer, 1895)
- Losaria coon palembanganus (Rothschild, 1896)
- Losaria coon patianus (Fruhstorfer, 1898)
- Losaria coon insperatus (Joicey & Talbot, 1921)